# Jiandi
Jiandi (kinesiska: 湔底镇, 湔底) är en köping i Kina. Den ligger i provinsen Sichuan, i den sydvästra delen av landet, omkring 63 kilometer norr om provinshuvudstaden Chengdu.
Genomsnittlig årsnederbörd är 1 200 millimeter. Den regnigaste månaden är juli, med i genomsnitt 346 mm nederbörd, och den torraste är december, med 5 mm nederbörd.